# كايس

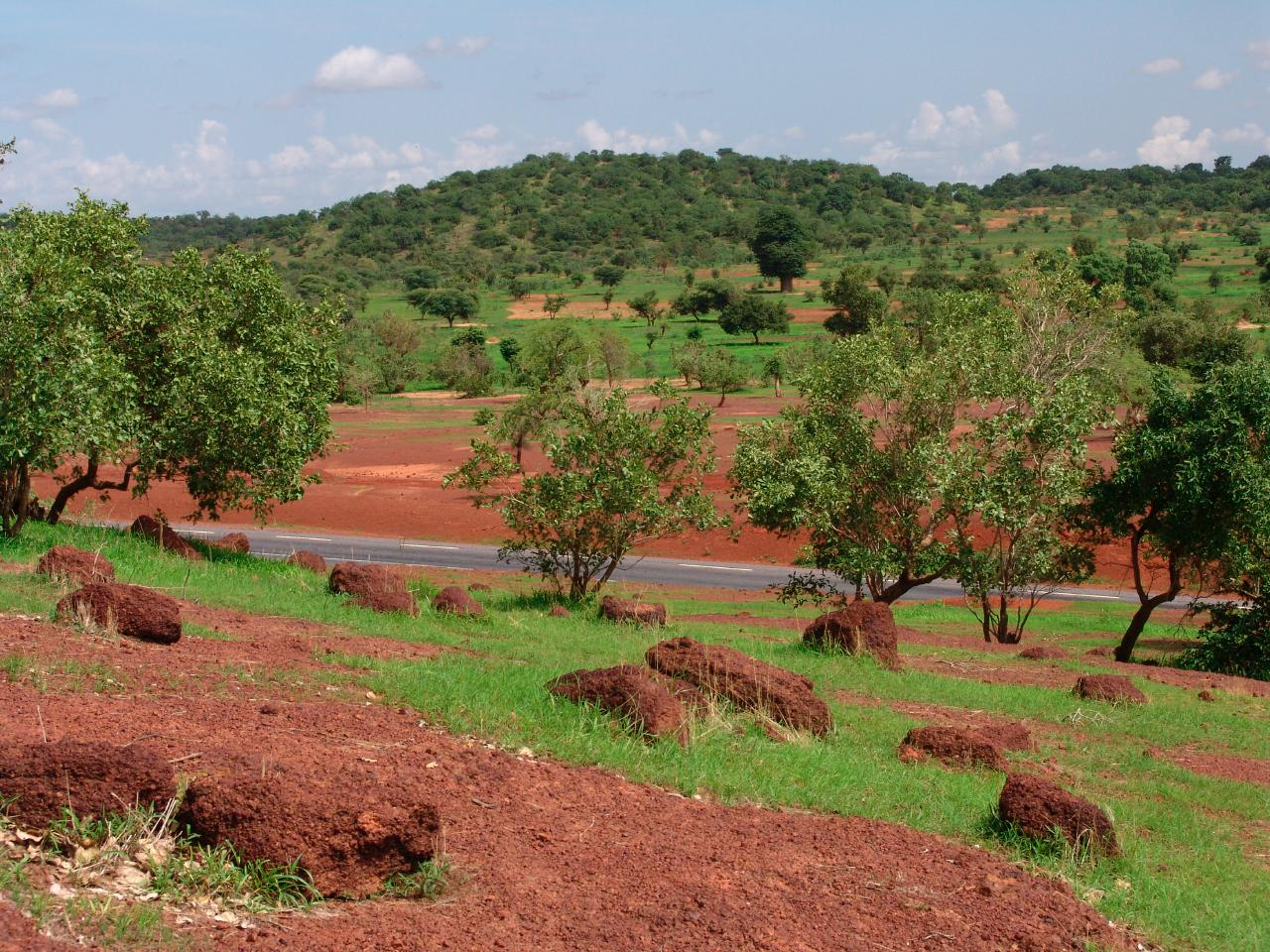
غابة بمنطقة الساحل بالقرب من مدينة كايس.

كايس مدينة في غرب دولة مالي تقع على نهر السنغال بلغ تعداد سكانها سنة 2009م 127 ألف. وهي عاصمة منطقة كايس. وتأت من كلمة باللغة السوننكية (خرّيه) تعني (منطقة منخفضة تفيض في موسم الشتاء). تبعد نحو 420 كم عن العاصمة باماكو عبر طريق مرصوف (طريق باماكو - كايس)

## المعالم

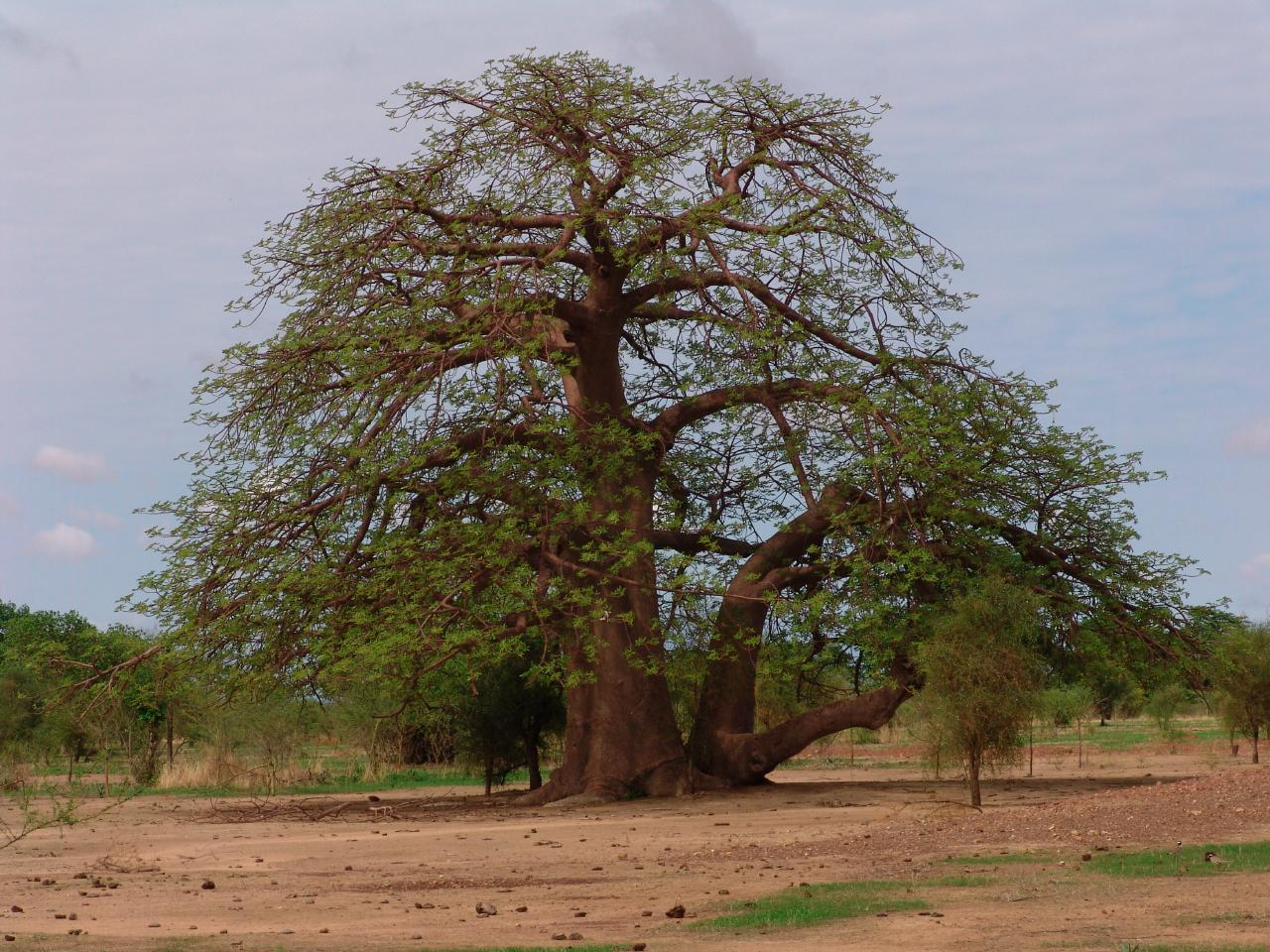
شجرة باوباب.

## توأمة
لكايس اتفاقيات توأمة مع كل من:
- موبيج
- إيفري

## أعلام
- موسى تراوري
- مامادو شريف ديا
- ألفا عمر كوناري
- بوبكر تراوري
- شيخ ديالو